# Tereza Mihalíková
Tereza Mihalíková (* 2. Juni 1998 in Topoľčany) ist eine slowakische Tennisspielerin.

## Karriere
Mihalíková spielte zunächst nur ITF-Juniorenturniere. Sie spielt für TK Nitra in der slowakischen Extraliga. Ende Januar 2015 gewann sie als erste Slowakin ein Einzelfinale bei den Australian Open. Sie besiegte bei den Juniorinnen Katie Swan mit 6:1 und 6:4. Im Januar 2016 gewann sie den Juniorinnentitel bei den Australian Open im Doppel an der Seite von Anna Kalinskaja. Im Finale besiegten sie Dajana Jastremska/Anastasia Zarycká mit 6:1 und 6:1.
Seit März 2014 tritt sie bei Turnieren der ITF Women’s World Tennis Tour an, auf der sie bislang acht Einzel- und 20 Doppeltitel gewann. Im September 2021 gewann Mihalíková ihren ersten WTA-Titel im Doppel in Portorož.
Am 22. Juni 2025 gewann sie mit ihrer englischen Partnerin Olivia Nicholls erstmals ein WTA-500-Turnier, als sie in Berlin das italienische Duo Sara Errani und Jasmine Paolini mit 4:6, 6:2, 10:6 besiegten.
Im Jahr 2016 spielte Mihalíková erstmals für die slowakische Fed-Cup-Mannschaft; ihre Fed-Cup-Bilanz weist bislang einen Sieg bei drei Niederlagen aus.

## Turniersiege

### Einzel
| Nr. | Datum             | Turnier             | Kategorie   | Belag     | Finalgegnerin      | Ergebnis      |
| --- | ----------------- | ------------------- | ----------- | --------- | ------------------ | ------------- |
| 1.  | 19. April 2015    | Kairo               | ITF $10.000 | Sand      | Dea Herdželaš      | 7:5, 6:3      |
| 2.  | 16. August 2015   | Scharm asch-Schaich | ITF $10.000 | Hartplatz | Sara Tomic         | 6:2, 6:0      |
| 3.  | 28. Februar 2016  | Scharm asch-Schaich | ITF $10.000 | Hartplatz | Warwara Flink      | 6:1, 6:4      |
| 4.  | 2. April 2016     | Manama              | ITF $10.000 | Hartplatz | Anna Kalinskaja    | 7:5, 6:1      |
| 5.  | 28. August 2016   | Scharm asch-Schaich | ITF $10.000 | Hartplatz | Ana Veselinović    | 6:2, 3:6, 6:4 |
| 6.  | 4. September 2016 | Scharm asch-Schaich | ITF $10.000 | Hartplatz | Valeria Bhunu      | 6:3, 7:63     |
| 7.  | 15. Oktober 2017  | Scharm asch-Schaich | ITF $15.000 | Hartplatz | Nastja Kolar       | 6:2, 6:4      |
| 8.  | 10. März 2018     | Bhopal              | ITF $15.000 | Hartplatz | Emily Webley-Smith | 6:1, 5:7, 6:0 |

### Doppel
| Nr. | Datum              | Turnier             | Kategorie      | Belag             | Partnerin          | Finalgegnerinnen                            | Ergebnis          |
| --- | ------------------ | ------------------- | -------------- | ----------------- | ------------------ | ------------------------------------------- | ----------------- |
| 1.  | 1. April 2016      | Manama              | ITF $10.000    | Hartplatz         | Anna Kalinskaja    | Katharina Hering Kimberley Zimmermann       | 7:5, 6:3          |
| 2.  | 15. Mai 2016       | Trnava              | ITF $100.000   | Sand              | Anna Kalinskaja    | Jewgenija Rodina Anastasija Sevastova       | 6:1, 7:64         |
| 3.  | 2. Juli 2016       | Amarante            | ITF $10.000    | Hartplatz         | Inês Murta         | Jessica Crivelletto Despina Papamichail     | 7:65, 6:3         |
| 4.  | 25. März 2017      | Scharm asch-Schaich | ITF $15.000    | Hartplatz         | Anna Morgina       | Li Yuenu Meng Ran                           | 2:6, 6:4, [10:5]  |
| 5.  | 22. April 2017     | Kairo               | ITF $15.000    | Sand              | Mariam Bolkwadse   | Bojana Marinković Despina Papamichail       | 7:67, 6:3         |
| 6.  | 27. Mai 2017       | Hammamet            | ITF $15.000    | Sand              | Naiktha Bains      | Francesca Bullani Veronica Napolitano       | 4:6, 6:1, [10:5]  |
| 7.  | 10. November 2017  | Pune                | ITF $25.000    | Hartplatz         | Jaqueline Cristian | Lee Pei-chi Jana Sisikowa                   | 4:6, 6:3, [10:7]  |
| 8.  | 5. Mai 2018        | Tbilisi             | ITF $25.000    | Hartplatz         | Laura Pigossi      | Sviatlana Pirazhenka Erika Vogelsang        | 6:4, 6:1          |
| 9.  | 1. September 2018  | Almaty              | ITF $25.000    | Sand              | Walerija Strachowa | Polina Monowa Jana Sisikowa                 | 1:6, 6:2, [10:5]  |
| 10. | 6. Oktober 2018    | Lagos               | ITF $25.000    | Hartplatz         | Julia Terziyska    | Estelle Cascino Deniz Khazaniuk             | 6:74, 6:2, [10:5] |
| 11. | 24. März 2019      | Canberra            | ITF W25        | Sand              | Naiktha Bains      | Destanee Aiava Ellen Perez                  | 6:1, 7:6          |
| 12. | 25. Mai 2019       | Jerusalem           | ITF W25        | Hartplatz         | Julija Hatouka     | Samantha Murray Despina Papamichail         | 2:6, 6:4, [10:8]  |
| 13. | 18. Januar 2020    | Monastir            | ITF W15        | Hartplatz         | Jodie Burrage      | Mallaurie Noël Oona Orpana                  | 6:1, 6:2          |
| 14. | 25. Januar 2020    | Monastir            | ITF W15        | Hartplatz         | Julija Hatouka     | Gösäl Ainitdinowa Yekaterina Dmitrichenko   | 6:4, 6:2          |
| 15. | 10. Februar 2020   | Trnava              | ITF W25        | Hartplatz (Halle) | Anna Bondár        | Amina Anschba Anastasia Dețiuc              | 6:4, 6:4          |
| 16. | 7. März 2020       | Mildura             | ITF W25        | Rasen             | Abbie Myers        | Arina Rodionova Erin Routliffe              | 6:3, 6:2          |
| 17. | 16. Januar 2021    | Hamburg             | ITF W25        | Hartplatz (Halle) | Anna Bondár        | Amandine Hesse Kimberley Zimmermann         | 6:4, 6:4          |
| 18. | 19. September 2021 | Portorož            | WTA 250        | Hartplatz         | Anna Kalinskaja    | Aleksandra Krunić Lesley Pattinama Kerkhove | 4:6, 6:2, [12:10] |
| 19. | 10. Oktober 2021   | Las Vegas           | ITF W60        | Hartplatz         | Quinn Gleason      | Emina Bektas Tara Moore                     | 7:65, 7:5         |
| 20. | 16. Oktober 2021   | Rancho Santa Fe     | ITF W60        | Hartplatz         | Katarzyna Kawa     | Liang En-shuo Rebecca Marino                | 6:3, 4:6, [10:6]  |
| 21. | 12. Dezember 2021  | Angers              | WTA Challenger | Hartplatz (Halle) | Greet Minnen       | Monica Niculescu Wera Swonarjowa            | 4:6, 6:1, [10:8]  |
| 22. | 10. Juli 2022      | Contrexéville       | WTA Challenger | Sand              | Ulrikke Eikeri     | Han Xinyun Alexandra Panowa                 | 7:68, 6:2         |
| 23. | 29. Oktober 2022   | Tampico             | WTA Challenger | Hartplatz         | Aldila Sutjiadi    | Ashlyn Krueger Elizabeth Mandlik            | 7:5, 6:2          |
| 24. | 2. Dezember 2023   | Trnava              | ITF W60        | Hartplatz (Halle) | Natália Kročková   | Estelle Cascino Jesika Malečková            | 7:67, 7:5         |
| 25. | 22. Juni 2025      | Berlin              | WTA 500        | Rasen             | Olivia Nicholls    | Sara Errani Jasmine Paolini                 | 4:6, 6:2, [10:6]  |

## Abschneiden bei Grand-Slam-Turnieren

### Damendoppel
| Turnier         | 2022 | 2023 | 2024 | 2025 | Karriere |
| --------------- | ---- | ---- | ---- | ---- | -------- |
| Australian Open | —    | AF   | 1    | 1    | AF       |
| French Open     | 1    | 1    | 2    | AF   | AF       |
| Wimbledon       | 2    | AF   | AF   | 1    | AF       |
| US Open         | 2    | 1    | AF   |      | AF       |

Zeichenerklärung: S = Turniersieg; F, HF, VF, AF = Einzug ins Finale / Halbfinale / Viertelfinale / Achtelfinale; 1, 2, 3 = Ausscheiden in der 1. / 2. / 3. Hauptrunde; Q1, Q2, Q3 = Ausscheiden in der 1. / 2. / 3. Qualifikationsrunde; nicht ausgetragen

### Juniorinneneinzel
| Turnier         | 2014 | 2015 | 2016 | Karriere |
| --------------- | ---- | ---- | ---- | -------- |
| Australian Open | AF   | S    | F    | S        |
| French Open     | 2    | 1    | —    | 2        |
| Wimbledon       | —    | AF   | —    | AF       |
| US Open         | 2    | AF   | —    | AF       |

### Juniorinnendoppel
| Turnier         | 2014 | 2015 | 2016 | Karriere |
| --------------- | ---- | ---- | ---- | -------- |
| Australian Open | 1    | VF   | S    | S        |
| French Open     | AF   | AF   | —    | AF       |
| Wimbledon       | —    | F    | —    | F        |
| US Open         | F    | AF   | —    | F        |